# Опочка
Опочка (рус. Опочка) насељено је место са административним статусом града на западу европског дела Руске Федерације. Налази се у југозападном делу Псковске области и административно припада Опочком општинском рејону чији је уједно и административни центар. Град је основан 1414. године као погранично утврђење Псковске републике.
Према проценама националне статистичке службе за 2016. у граду је живело 10.483 становника, што Опочку чини петим по величини градом у Псковској области.
У Опочки су рођени совјетски и руски архитекта Лав Рудњев и геолог Николај Кудрјавцев.

## Географија
Град Опочка налази се у југозападном делу Псковске области, на неких 130 km јужно од административног центра области града Пскова. Град је основан 1414. године као утврђење на наплавној равници коју је својим наносима формирала река Великаја.
Кроз град пролази деоница међународног аутопута Санкт Петербург—Минск.

## Историја
Након што је војска литванског књаза Витаутаса 1406. године разрушила псковску тврђаву Коложе која се налазила неких 11 km источније од савремене Опочке, власти Псковске републике одлучиле су да уместо ње подигну ново утврђење. Године 1412. почели су радови на градњи нове тврђаве на обали реке Великаје која је требало да послужи као важан одбрамбени бедем на јужним границама псковске земље. Новооснована тврђава добила је име по селу Опочка које се раније налазило на том месту, а у писаним изворима први пут се помиње још 1341. године. Градња тврђава окончана је након две године, те се као званична година оснивања града обележава 1414. година. Већ 1426. Опочка тврђава је издржала опсаду литванске војске, а током наредне године и ливонских трупа.
Године 1708. након административних реформи Руске Империје које је спровео Петар Велики Опочка улази у састав Ингерманландске губерније (преименоване две године касније у Санктпетербуршку губернију). Након оснивања Псковске губерније 1772. године Опочка постаје њеним административним центром.
Опочка добија званичан грб 1781. године, и њен првобитни грб задржао се до данашњих дана. Крајем XVIII и почетком XIX века у граду је била развијена жива трговина, а нарочито се трговало ланом, конопљом и дрветом. Године 1795. освештан је православни Спасо-преображењски саборни храм. У граду су деловале бројне школе, а 1894. отворена је и болница.
Према статистичким подацима са сверуског пописа становништва из 1896. године у граду је живело 5.789 становника, од чега 5.216 православаца, 248 јевреја, 125 католика, 92 протрестанта и 65 припадника старообредског реда. У истом периоду у граду је постојало 6 православних цркава, лутеранска црква и јеврејски молитвени дом.
Совјетска власт у граду успостављена је 27. јануара 1918. године. Године 1927. Опочка улази у састав Псковског округа Лењинградске области и постаје административним центром новооснованог Опочког рејона. Потом је била у границама Калињинске области од 1935. до 1941. године.
Под нацистичком окупацијом град је био од 8. јула 1941. до 15. јула 1944. године.
Одлуком Президијума Врховног Совјета Совјетског Савеза од 22. августа 1944. основана је Великолушка област у чији састав је ушао и Опочки рејон. Након што је Великолушка област укинут 1957. Опочка се налази у границама Псковске области.

## Демографија
Према подацима са пописа становништва 2010. у граду је живело 11.603 становника, док је према проценама националне статистичке службе за 2016. град имао 10.483 становника.
| 1896. | 1939.  | 1959.  | 1970.  | 1979.  | 1989.  | 2002.  | 2010.  | 2016.  |
| ----- | ------ | ------ | ------ | ------ | ------ | ------ | ------ | ------ |
| 5.789 | 11.200 | 11.615 | 12.910 | 15.078 | 16.130 | 13.964 | 11.603 | 10.483 |